# Enallagma schmidti
Enallagma schmidti là một loài chuồn chuồn kim trong họ Coenagrionidae.
Enallagma schmidti được Steinmann miêu tả khoa học năm 1997.